# GeoRAM

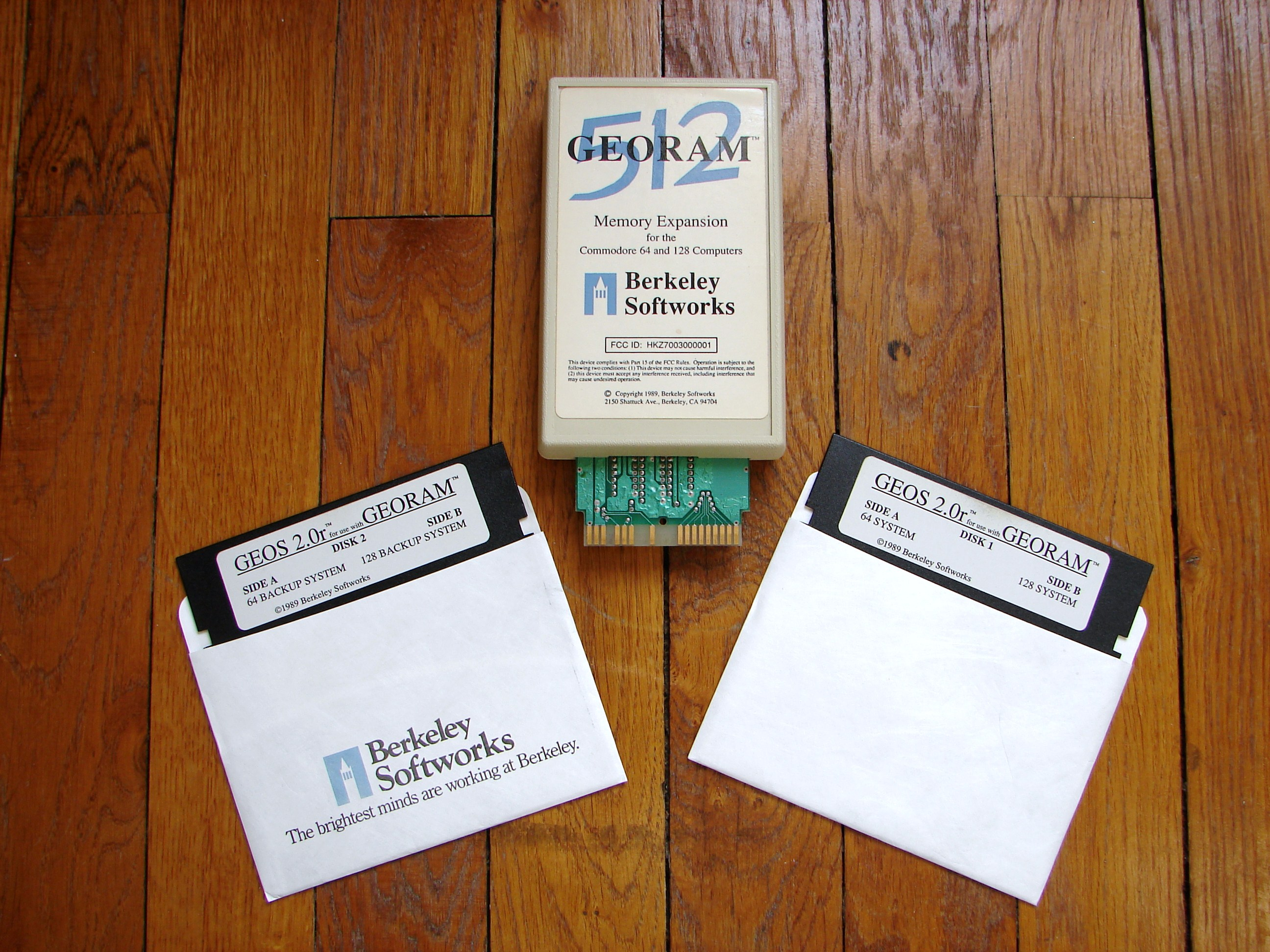
GeoRAM e dischi correlati

La GeoRAM è un'espansione di memoria per gli home computer Commodore 64 e Commodore 128. Fu prodotta a partire dal 1991 quando le espansioni di memoria REU, commercializzate dalla Commodore, cessarono di essere prodotte.
La GeoRAM ha una capacità di 512 KB ed è progettata per essere usata assieme al sistema operativo GEOS.
A differenza delle espansioni di memoria REU prodotte dalla Commodore, per trasferire i dati non usa la tecnica del DMA e per questo motivo è più lenta.
Pochi software, oltre al sistema operativo GEOS, possono sfruttare la GeoRAM.